# Ледяная башня
«Ледяная башня» (фр. La Tour de glace) — будущий художественный фильм режиссёра Люсиль Хаджихалилович по сценарию, написанному ею в соавторстве с Джеффом Коксом. Главную роль в фильме исполнила Марион Котийяр. Фильм снят совместно Францией, Германией и Италией премьера запланирована на 2025 год.

## Сюжет
В 1970-х годах загадочная актриса Кристина снимает экранизацию сказки Ханса Кристиана Андерсена «Снежная королева», в которой она играет главную героиню. Жанна, беглая сирота-подросток, находит убежище на студии, где снимается фильм, и попадает под чары Кристины, между ними возникает взаимное увлечение.

## В ролях
- Марион Котийяр — Кристина / Снежная королева
- Клара Пачини — Жанна / Бьянка
- Август Диль — Макс
- Гаспар Ноэ — Дино
- Лилас-Роза Жильберти Пуазо
- Рафаэль Ребуль

## Производство
20 марта 2017 года компания Cineuropa сообщила, что Люсиль Хаджихалилович заканчивает работу над сценарием своего следующего фильма, La Reine des Neiges («Снежная королева»), который был выбран Groupe Ouest в качестве одного из восьми проектов, которые получат поддержку в рамках программы обучения сценаристов в Бретани.
22 июня 2023 года компания ARTE France объявила, что выступит сопродюсером фильма, получившего название Tour de glace, и что главную роль в нём сыграет Марион Котийяр, которая ранее работала с Хаджихалилович в её дебютном режиссерском фильме «Невинность» (2004), съёмки будут проходить во Франции и Германии в январе-феврале 2024 года. Хаджихалилович написала сценарий в соавторстве с Джеффом Коксом, с которым она сотрудничала в фильмах «Эволюция» (2015) и «Уховертка» (2021). Клара Пачини, Август Диль, Гаспар Ноэ, Лилас-Роуз Жильберти Пуазо, и Рафаэль Ребуль позже присоединились к актёрскому составу.
Сопродюсерами фильма выступили французская компания 3B Productions, немецкая Sutor Kolonko, и итальянская Albolina Film.
Съёмки начались в Париже в январе 2024 года. Съёмки также проходили в городе Больцано на севере Италии с февраля по март 2024 года и завершились в марте 2024 года.
Премьера фильма ожидается в 2025 году. Международным кинопрокатом займется компания Goodfellas.